# Algorytm Bellmana-Forda
Algorytm Bellmana-Forda – algorytm służący do wyszukiwania najkrótszych ścieżek w grafie ważonym z wierzchołka źródłowego do wszystkich pozostałych wierzchołków.
Idea algorytmu opiera się na metodzie relaksacji (dokładniej następuje relaksacja {\displaystyle |V|-1} razy każdej z krawędzi).
W odróżnieniu od algorytmu Dijkstry, algorytm Bellmana-Forda działa poprawnie także dla grafów z wagami ujemnymi (nie może jednak wystąpić cykl o łącznej ujemnej wadze osiągalny ze źródła). Za tę ogólność płaci się jednak wyższą złożonością czasową. Działa on w czasie {\displaystyle O(|V|\cdot |E|)}.
Algorytm może być wykorzystywany także do sprawdzania, czy w grafie występują ujemne cykle osiągalne ze źródła.
Na algorytmie Bellmana-Forda bazuje protokół RIP - Routing Information Protocol.

## Zapis w pseudokodzie
Dla grafu G, funkcji wagowej w i wierzchołka s otrzymamy tablicę d[u] odległości każdego wierzchołka grafu od wierzchołka s.
```
Bellman-Ford(
G
,
w
,
s
):

dla każdego
 wierzchołka v w V[G] 
wykonaj

  d[v] = nieskończone
  poprzednik[v] = niezdefiniowane
d[s] = 0

dla
 i 
od
 1 
do
 |V[G]| - 1 
wykonaj

  
dla każdej
 krawędzi (u,v) w E[G] 
wykonaj

    
jeżeli
 d[v] > d[u] + w(u,v) 
to

      d[v] = d[u] + w(u,v)
      poprzednik[v] = u
```